# Syed Hassan
Syed Hassan (* 21. Juni 1976) ist ein Fußballspieler aus den Turks- und Caicosinseln.

## Spiele für die Nationalmannschaft
Hassans Karriere in der Nationalmannschaft der Turks- und Caicosinseln begann spät, mit 35 Jahren wurde er das erste Mal für eine Begegnung gegen die Bahamas im Zuge der Qualifikation für die WM 2014 berufen, kam dort jedoch nicht zum Einsatz. Sein Debüt gab er schließlich im Rückspiel, wo er in der 75. Minute für George Brough eingewechselt wurde. Seinen zweiten Einsatz absolvierte er am 4. Juni 2014 bei einem Qualifikationsspiel für den Gold Cup 2015 gegen die Britischen Jungferninseln, stand in der Startformation und wurde zur Halbzeit für Stevens Derilien ausgewechselt.
Am 27. März 2015 wurde Hassan, mittlerweile 38 Jahre alt, bei einem Qualifikationsspiel für die WM 2018 gegen die St. Kitts und Nevis eingesetzt, als er in der 86. Minute für Widlin Calixte eingewechselt wurde. Das Spiel verloren die Turks- und Caicosinseln mit 2:6.